# Lepthyphantes bipartitus
Lepthyphantes bipartitus là một loài nhện trong họ Linyphiidae.
Loài này thuộc chi Lepthyphantes. Lepthyphantes bipartitus được Andrei V. Tanasevitch miêu tả năm 1989.